# Sachny (obwód chmielnicki)
Sachny (ukr. Сахни) – wieś na Ukrainie, w obwodzie chmielnickim, w rejonie chmielnickim, w hromadzie Latyczów. W 2001 liczyła 275 mieszkańców, spośród których 266 wskazało jako ojczysty język ukraiński, 8 rosyjski, a 1 ormiański.